# 江府町立江府中学校

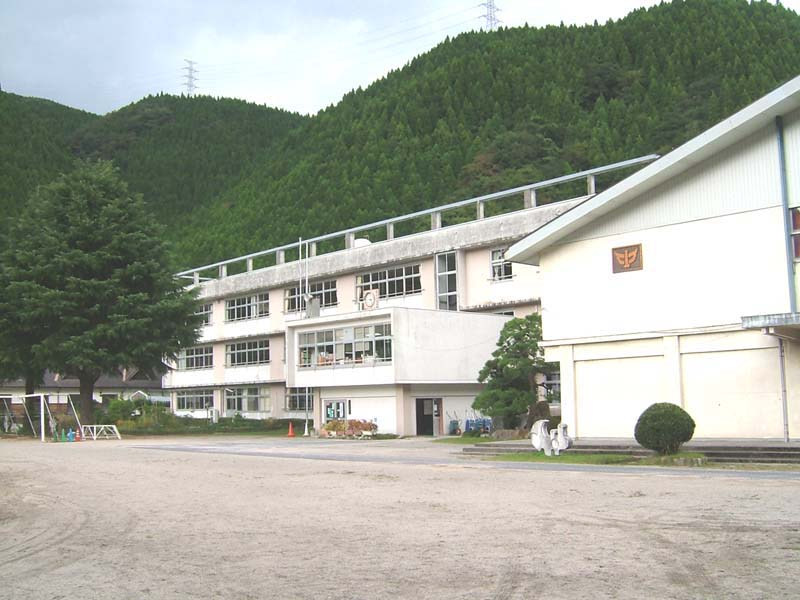
旧校舎（2015年解体済み）
所在地:鳥取県日野郡江府町江尾1714番地

江府町立江府中学校（こうふちょうりつ こうふちゅうがっこう）は、鳥取県日野郡江府町洲河崎にあった公立中学校。2021年度末を以って閉校。2022年度以降、同所在地には江府町立奥大山江府学園の日野川校舎がある。

## 概要
2022年度（令和4年度）より、江府町立江府小学校と統合し9年間の教育を一貫して行う新たな義務教育学校・江府町立奥大山江府学園が開校。小学校舎名をブナの森校舎、中学校舎名を日野川校舎として引き継がれた。

## 沿革
- 1959年（昭和34年）4月1日 - 3つの江府町立中学校（江尾中学校・米沢中学校・神奈川中学校）および溝口町立日光中学校の一部（旧日光村の江府町に編入された地域）を統合し、江府町立江府中学校が創立[4][5]。
- 1960年（昭和35年）4月3日 - 江尾に校舎落成[6]。
- 1963年（昭和38年）7月18日 - 校歌制定記念発表。（作詞：草野心平、作曲：小山清茂）
- 1969年（昭和44年）4月10日 - 学校給食開始。
- 2014年（平成26年）4月 - 校舎を洲河崎に移転。
- 2022年（令和4年）3月31日 - 義務教育学校・江府町立奥大山江府学園への移行のため閉校

## 部活動
- 軟式野球部
- 軟式テニス部
- 男子卓球部
- 女子バレー部
- 剣道部
- 吹奏楽部

## 校区
- 江府町立江府小学校

## 交通
- 西日本旅客鉄道（JR西日本）伯備線江尾駅より750m
- 日ノ丸バス日野本線
  - 「江府中学校前」より
  - 「江尾上町」より